# Organisations et membres d'organisations considérés comme terroristes par les États-Unis
Le département du Trésor des États-Unis d'Amérique fait paraître à la suite des attentats du 11 septembre 2001 une liste d'organisations étrangères aux États-Unis appelée Specially Designated Global Terrorist (SDGT) qu'il considère comme commettant, risquant de commettre ou soutenant des actes terroristes menaçant des citoyens américains ou la sécurité, l'économie ou la politique étrangère des États-Unis.

## Liste
- Abu Sayyaf (Al-Harakat al-Islamiyya), Philippines
- Afghan Support Committee (Ahya Ul Turas, Jamiat Ayat-Ur-Rhas Al Islamia, Jamiat Ihya Ul Turath Al Islamia, Lajnat Ul Masa Eidatul Afghania), Pakistan, Afghanistan
- Akhtarabad Medical Camp (Al-Akhtar Trust International), Afghanistan
- Al Baraka Exchange Llc, Émirats arabes unis
- Al Bir Al Dawalia (Benevolence International Foundation, Mezhdunarodnyj Blagotvoritel'nyj Fond)
- Al Furqan (Association For Citizens Rights And Resistance To Lies, Association For Education, Cultural, And To Create Society - Sirat, Association Of Citizens For The Support Of Truth And Suppression Of Lies, Dzemilijati Furkan, In Siratel, Istikamet, Sirat)
- Al Haramain (Yayasan Al Haramain, Al Haramayn Al Masjid Al Aqsa, Al-Haramain Humanitarian Foundation, Al-Haramain Islamic Foundation, Mu'assasat Al-Haramain Al-Khayriyya, Stichting Al Haramain Humanitarian Aid)
- Al-Qaïda (Al Jihad, Islamic Army For The Liberation Of Holy Sites, Islamic Army, Islamic Salvation Foundation, The Group For The Preservation Of The Holy Sites, The Islamic Army For The Liberation Of The Holy Places, The Jihad Group)
- Al Rasheed Trust (The Aid Organization Of The Ulema)
- Al Sanabil (Al-Sanbal, Asanabil, Ja'mia Sanble Llaghatha Wa Altinmia, Jami'a Sanabil, Jami'a Sanabil Lil Igatha Wa Al-Tanmiyz, Sanabil, Sanabil Al-Aqsa, Sanabil Association For Relief And Development), Liban
- Al Taibah, Intl. (Taibah International Aid Agency, Taibah International Aid Association), Bosnie-Herzégovine
- Al Taqwa Bank Al Taqwa Management Organization Sa (Nada Management Organization Sa), Al Taqwa Trade, Property And Industry, (Himmat Establishment, Waldenberg, Ag, Bahamas
- Al Wafa (Wafa Humanitarian Organization, Al Wafa Organization, Wafa Al-Igatha Al-Islamia)
- Al-Akhtar Medical Centre (Al-Akhtar Trust International, Akhtarabad Medical Camp)
- Al-Aqsa (Al-Aqsa Spanmal Stiftelse, Al-Aqsa Charitable Foundation, Al-Aqsa E.V., Al-Aqsa Foundation, Al-Aqsa Islamic Charitable Society, Al-Aqsa Sinabil Establishment, Charitable Society To Help The Noble Al-Aqsa, Nusrat Al-Aqsa Al-Sharif, Foreningen Al-Aqsa, Mu'asa Al-Aqsa Al-Khayriyya, Mu'assa Sanabil Al-Aqsa Al-Khayriyya, Sanabil Al-Aqsa Charitable Foundation, Stichting Al-Aqsa, Swedish Charitable Aqsa Est., Al-Aqsa Al-Islami Bank, Comité de bienfaisance et de secours aux Palestiniens)
- Al-Bar And Al-Ihsan Societies (Al-Ahsan Charitable Organization, Al-Bir And Al-Ihsan Organization, Al-Birr Wa Al-Ihsan Charity Association, Al-Birr Wa Al-Ihsan Wa Al-Naqa, Bir Wa Elehssan Society, Elehssan, Elehssan Society, Ihsan Charity, Jami'a Al-Ahsan Al-Khayriyyah, The Benevolent Charitable Organization)
- Al-Faran (Harakat Ul-Mujahideen, Al-Hadid, Al-Hadith, Harakat Ul-Ansar, Harakat Ul-Mujahidin, Jamiat Ul-Ansar)
- Al-Hamati Sweets Bakeries
- Al-Ittihad al-Islami
- Al-Manar
- Al-Mua'assat Al-Shahid (Al-Shahid Charitable And Social Organization, Al-Shahid Foundation, Al-Shahid Organization, Hizballah martyrs Foundation, Islamic Revolution Martyrs Foundation, Lebanese Martyr Association, Lebanese Martyr Foundation, Martyrs Institute), Liban
- Al-Nur Honey Center (Al-Nur Honey Press Shops)
- Al-Qaida en Irak (Groupe Al-Qaida du Djihad au pays des deux rivières, Al-Qaida en Mésopotamie, Al-Qaida au pays des deux rivières, Al-Tawhid, Réseaux Al-Zarqawi, Jam'at Al Tawhid Wa'al-Jihad, Tanzeem Qa'idat Al Jihad/Bilad Al Raafidaini, Tanzim Qa'idat Al-Jihad Fi Bilad Al-Rafidayn Groupe monothéiste et djihadiste, Irak
- Al-Qard Al-Hassan Association (Karadh Al-Hassan), Liban
- Al-Rahama Relief Foundation Limited (Sanabel L'il-Igatha, Sanabel Relief Agency), Royaume-Uni
- Al-Salah (Al-Salah Association, Islamic Righteousness Society, Islamic Salah Foundation, Jami'a Al-Salah), Territoires palestiniens
- Al-Sanduq Al-Filistini Lil-Ighatha (Interpal, Al-Sanduq Al-Filistini Lil-Ighatha Wa Al-Tanmiya, Palestine Development And Relief Fund, Palestinian Aid And Support Fund, Palestine And Lebanon Relief Fund), Angleterre
- Al-Sanduq Al-Filistini Lil-Ighatha (Interpal, Palestine And Lebanon Relief Fund, Palestine Development And Relief Fund), Angleterre
- Al-Shabaab (Al-Shabaab Al-Islaam, Al-Shabaab Al-Jihaad, Harakat Shabab Al-Mujahidin, Hizbul Shabaab, Mujahideen Youth Movement, Mujahidin Al-Shabaab Movement), Somalie
- Al-Shahid Association For Martyrs And Internees Families (Al- Shahid Corporation, Bonyad Shahid, Bonyad-E Shahid, Bonyad-E Shahid Va Isargaran, Es-Shahid, Iranian Martyrs Fund, Martyrs Foundation, Shahid Foundation, Shahid Foundation Of The Islamic Revolution), Iran
- Al-Shahid Foundation- Palestinian Branch (Muassasat Shahid Filistin, Palestinian Martyrs Foundation, Shahid Fund), Liban
- Al-Shahid Social Association (Educational Development Association, Goodwill Charitable Organization, Inc.), États-Unis
- Al-Shifa' Honey Press For Industry And Commerce, Yémen, Qatar
- Al-Wakala Al-Islamiya Al-Afrikia L'il-Ighatha (Al-Wakala Al-Islamiya L'il-Ighatha, Islamic African Relief Agency, Islamic American Relief Agency, Islamic Relief Agency), États-Unis
- Ansar Al-Islam (Ansar al-Sunna, Ansar Al-Sunna Army, Devotees Of Islam, Followers Of Islam In Kurdistan, Helpers Of Islam, Jaish Ansar Al-Sunna, Jund Al-Islam, Kurdistan Supporters Of Islam, Kurdish Taliban, Partisans Of Islam, Soldiers Of God, Soldiers Of Islam)
- Arab Palestinian Beit El-Mal Company (Beit Al Mal Holdings, Beit El Mal Al-Phalastini Al-Arabi Al-Mushima Al-Aama Al-Mahaduda Ltd., Palestinian Arab Beit El Mal Corporation, Ltd.), Territoires palestiniens
- Armée islamique d'Aden
- Asat Trust Reg., Liechtenstein
- Asbat Al-Ansar
- Askatasuna (Gestoras Pro-Amnistia), Espagne
- Association de Secours palestinien (Lajna Al-Ighatha Al-Filistini), Suisse
- Aum Shinrikyo (A.I.C. Comprehensive Research Institute, A.I.C. Sogo Kenkyusho, Aleph)
- Ba Taqwa For Commerce And Real Estate Company Limited (Hochburg, Ag), Liechtenstein
- Babbar Khalsa International
- Bank Al Taqwa (Al Taqwa Bank, Bank Al Taqwa Limited), Bahamas
- Bank Saderat Iran
- Banque Al-Barakaat de Somalie (Al-Barakaat Group Of Companies Somalia Limited (Al-Barakat Financial Company)
- Baraco Co. (Al-Barakat International), Émirats arabes unis
- Baraka Trading Company, Émirats arabes unis
- Barakaat Bank Of Somalia, Somalie
- Barakaat Boston, États-Unis
- Barakaat Construction Company, Émirats arabes unis
- Barakaat Global Telecommunications), Somalie, Émirats arabes unis
- Barakaat Group Of Companies, Somalie, Émirats arabes unis
- Barakaat International Companies, Somalie, Émirats arabes unis
- Barakaat International Foundation, Suède
- Barakaat International, Inc., États-Unis
- Barakaat International, Suède
- Barakaat North America, Inc., États-Unis
- Barakaat Red Sea Telecommunications, Somalie
- Barakaat Telecommunications Company Limited, Somalie, Pays-Bas
- Barakaat Telecommunications Company Somalia, Émirats arabes unis
- Barakat Bank And Remittances, Somalie, Émirats arabes unis
- Barakat Computer Consulting (Barakat Consulting Group), Somalie
- Barakat Global Telephone Company, Somalie, Émirats arabes unis
- Barakat Import Export Ltda, Chilie
- Barakat Post Express, Somalie
- Barakat Refreshment Company, Somalie, Émirats arabes unis
- Barakat Wire Transfer Company, États-Unis
- Barako Trading Company Llc, Émirats arabes unis
- Bayt Al-Mal (Bayt Al-Mal Lil Muslimeen), Liban
- Becf Charitable Educational Center (Benevolence Educational Center, Bif-Bosnia, Bosanska Idealna Futura, Bosnian Ideal Future), Bosnie-Herzégovine
- Benevolence International Nederland (Stg. Benevolence International Nederland, Stichting Benevolence International Nederland), Pays-Bas
- Biblos Travel Agency, Venezuela
- Brigades des martyrs d'Al-Aqsa
- Casa Apollo, Galeria Page, Casa Hamze, Paraguay
- Continuity Irish Republican Army (Continuity Army Council, Republican Sinn Fein), Royaume-Uni
- Darkazanli Company (Mamoun Darkazanli Import-Export Company, Darkazanli Export-Import Sonderposten), Allemagne
- Dhamat Houmet Daawa Salafia (El-Ahoual Battalion, Group Of Supporters Of The Salafist Trend, Katibat El Ahoual, The Horror Sqron), Algérie
- Educational Development Association (Al-Shahid Social Association, Goodwill Charitable Organization, Inc.)
- Ejército de Liberación Nacional
- Epanastatiki Organosi Dekaefta Noemvri, Grèce
- Epanastatiki Pirines (Ela, Epanastatikos Laikos Agonas, June 78, Liberation Struggle, Organization Of Revolutionary Internationalist Solidarity, Revolutionary Nuclei, Revolutionary People's Struggle)
- Fatah Al-Islam, Liban
- Fondation de la Terre sainte pour le secours et le développement (Holy Land Foundation For Relief And Development, Occupied Land Fund), États-Unis, Territoires palestiniens
- Fondation secours mondial
- Forces armées révolutionnaires de Colombie
- Forces unies d'autodéfense de Colombie, Colombie
- Front de libération de la Palestine
- Front populaire de libération de la Palestine (Groupe Halhul, Martyr Abu-Ali Mustafa Battalion, Red Eagle Gang, Red Eagle Group, Red Eagles)
- Front populaire de libération de la Palestine-Commandement général
- Gamaa al-Islamiya (Égypte)
- Gardiens de la Révolution islamique (Pasdaran)
- Groupe islamique armé (Al-Jama'ah Al-Islamiyah Al-Musallah)
- Groupe islamique combattant en Libye
- Groupe islamique combattant marocain
- Groupe islamique combattant tunisien
- Groupe salafiste pour la prédication et le combat
- Groupes de résistance antifasciste du premier octobre, Espagne
- Hamas (Harakat Al-Muqawama Al-Islamiya, Students Of Ayyash, Yahya Ayyash Units, Brigades Izz al-Din al-Qassam)
- Harakat Ul-Ansar (Al-Faran, Al-Hadid, Harakat ul-Mujahidin, Jamiat Ul-Ansar)
- Harkat-ul-Jihad-al-Islami (Harakat ul-Jihad-i-Islami/Bangladesh, Islami Dawat-E-Kafela)
- Hayat Al-Dam Lil-Muqawama Al-Islamiya (Islamic Resistance Support Association), Liban
- Heyatul Ulya, Somalie
- Hezbollah (Jihad Islamique, Revolutionary Justice Organization, Organization Of The Oppressed On Earth, Islamic Jihad For The Liberation Of Palestine, Organization Of Right Against Wrong, Ansar Allah, Followers Of The Prophet Muhammed)
- Hezbollah Martyrs Foundation (Al-Mua'assat Al-Shahid, Al-Shahid Charitable And Social Organization, Al-Shahid Foundation, Al-Shahid Organization, Islamic Revolution Martyrs Foundation, Lebanese Martyr Association), Liban
- Hilal Travel Agency (Hilal Travel C.A.), Venezuela
- Himmat Establishment (Al Taqwa Trade, Property And Industry, Al Taqwa Trade, Property And Industry Company Limited, Al Taqwa Trade, Property And Industry Establishment), Liechtenstein, Italie
- Hochburg, Ag (Ba Taqwa For Commerce And Real Estate Company Limited), Liechtenstein
- Holy Construction Foundation (Construction For The Sake Of The Holy Struggle, Jihad Al Binaa, Jihad Construction, Jihad Construction Foundation, Jihad Construction Institution, Struggle For Reconstruction), Liban
- International Battalion (Islamic Peacekeeping International Brigade, Peacekeeping Battalion, The International Brigade, The Islamic International Brigade, The Islamic Peacekeeping Army, The Islamic Peacekeeping Brigade)
- International Islamic Relief Organization (Egassa, Hayat Al-Aghatha Al- Islamiaal-Alamiya, Hayat Al-Igatha, Al-Ighata Al-Islamiya Al-'alamiya)
- International Sikh Youth Federation
- Islamic Jihad Group Of Uzbekistan (Al-Djihad Al-Islami, Dzhamaat Modzhakhedov, Islamic Jihad Group, Jama'at Al-Jihad, Jamiat Al-Jihad Al-Islami, Jamiyat, The Jamaat Mojahedin, The Kazakh Jama'at, The Libyan Society)
- Islamic Relief Agency (Al-Wakala Al-Islamiya Al-Afrikia L'il-Ighatha, Al-Wakala Al-Islamiya L'il-Ighatha, Islamic African Relief Agency, Islamic American Relief Agency), États-Unis
- Jaish-e-Mohammed (Khuddam-ul Islam, Tehrik Ul-Furqaan), Pakistan
- Jam'iyat Al Ta'awun Al Islamiyya (Society Of Islamic Cooperation), Afghanistan
- Jemaah Islamiyah (Indonésie)
- Jihad Al- Bina (Construction For The Sake Of The Holy Struggle, Construction Jihad, Holy Construction Foundation, Jihad Al Binaa, Jihad Construction, Jihad Construction Foundation, Jihad Construction Institution, Jihad-Al- Binaa Association, Jihadu-I-Binaa, Struggle For Reconstruction), Liban
- Jihad islamique égyptien (Nouveau Jihad), Égypte
- Jihad islamique palestinien (Jihad islamique palestinien-Faction Shaqaqi, Brigades Al-Awdah, Brigades Al-Qods, Groupe Abu Ghunaym du Hezbollah Bayt Al-Maqdis, Sayara Al-Quds)
- Kach, Kahane Chai, Kahane (American Friends Of The United Yeshiva Movement, American Friends Of Yeshivat Rav Meir, Comité pour la sécurité des routes, Dikuy Bogdim, Dov, Forefront Of The Idea, Friends Of The Jewish Idea Yeshiva, Jewish Legion, Judea Police, Judean Congress, Kahane Tzadak, Kahane.Org, Kahanetzadak.Com, Kfar Tapuah Fund, Koach, Meir's Youth, New Kah Movement, Newkach.Org, No'ar Meir, Repression Of Traitors, State Of Judea, Sword Of David, The Committee Against Racism And Discrimination, The Hatikva Jewish Identity Center, The International Kahane Movement, The Judean Legion, The Judean Voice, The Qomemiyut Movement, The Rabbi Meir David Kahane Memorial Fund, The Voice Of Judea, The Way Of The Torah, The Yeshiva Of The Jewish Idea, Yeshivat Harav Meir)
- Karadh Al-Hassan (Association Al-Qard Al-Hassan), Liban
- Kata'ib Hezbollah (Brigades du Hezbollah en Irak), Irak
- Kindhearts For Charitable Humanitarian Development, Inc., Territoires palestiniens, États-Unis, Pakistan, Liban
- Lajna Aldawa Alisalmiah (Islamic Call Committee), Koweït
- Lashkar-e-Jhangvi
- Lashkar-e-Toiba (Idara Khidmat-E- Khalq, Jama'at Al-Dawa, Al Mansooreen, Paasban-E-Ahle-Hadis, Paasban-E-Kashmir, Paasban-I- Ahle-Hadith), Pakistan
- Lebanese Communication Group (Lebanese Media Group), Liban
- Loyalist Volunteer Force, Royaume-Uni
- Makhtab Al-Khidamat/Al Kifah, Pakistan
- Meadowbrook Investments Limited, Royaume-Uni
- Mouvement islamique d'Ouzbékistan
- Parti islamique du Turkestan
- Mouvement Rajah Solaiman
- Mujahedin-e Khalq, (Conseil national de la résistance iranienne)
- Nada International Anstalt, Liechtenstein
- Nada Management Organization SA (Al Taqwa Management Organization SA), Suisse
- Occupied Land Fund (Holy Land Foundation For Relief And Development)
- Orange Volunteers, Royaume-Uni
- Organisation Abou Nidal (Septembre noir (organisation), Fatah-Conseil Révolutionnaire, Conseil révolutionnaire arabe, Brigades révolutionnaires arabes, Organisation révolutionnaire des musulmans socialistes)
- Organisation Al-Bakoun Ala Al-Ahd (Fidèles du serment), Algérie
- Organisation de réhabilitation tamoule (White Pigeon)
- Ozlam Properties Limited, Royaume-Uni
- Palaestinaenser Verein, Autriche
- Palestinian Arab Beit El Mal Corporation, Ltd. (Arab Palestinian Beit El-Mal Company, Beit Al Mal Holdings, Beit El Mal Al-Phalastini Al-Arabi Al-Mushima Al-Aama Al-Mahaduda Ltd., Beit El-Mal Holdings), Territoires palestiniens
- Parka Trading Company
- Parti communiste des Philippines (New People's Army, aussi New People's Army/Parti communiste des Philippines)
- Parti communiste du Népal (maoïste) (People's Liberation Army Of Nepal, United Revolutionary People's Council)
- Parti pour une vie libre au Kurdistan, Irak, Iran
- Parti-Front de libération du peuple révolutionnaire (Devrimci Sol, Dev Sol Silahli Devrimci Birlikleri)
- Partiya Karkerên Kurdistan (Halu Mesru Savunma Kuvveti, Kongreya Azad” zˇ Demokrasiya Kurdistan, Kongra Gelê Kurdistan)
- Rabita Trust
- Radio Annour
- Real IRA (32 County Sovereignty Committee, Irish Republican Prisoners Welfare Association), Irlande du Nord
- Red Hand Defenders, Royaume-Uni
- Red Sea Barakat Company Limited, Somalie, Émirats arabes unis
- Revival Of Islamic Heritage Society (Administration Of The Revival OfIslamic Heritage Society Committee, Ccfw, Center Of Call For Wisdom, Committee For Europe And The Americas, Dora E Miresise; General Kuwait Committee, Hand Of Mercy, Ihrs, Ihya Turas Al-Islami, Islamic Heritage Restoration Society, Islamic Heritage Revival Party, Jama'ah Ihya Al-Turaz Al-Islami, Jamia Ihya Ul Turath, Jamiat Ihia Al-Turath Al-Islamiya, Society Of The Rebirth Of The Islamic People, Jomiatul Ehya-Ut Turaj, Kuwait General Committee For Aid, Kuwaiti Heritage, Kuwaiti Joint Relief Committee, Bosnia And Herzegovina; Lajnat Al-Ihya Al-Turath Al-Islami, Lajnat Ihya Al-Turath Al-Islami, Nara Welfare And Education Association, Ngo Turath; Organizacija Preporoda Islamske Tradicije Kuvajt, Plandiste School, Bosnia And Herzegovina, Revival Of Islamic Society Heritage On The African Continent, The Kuwait-Cambodia Islamic Cultural Training Center, The Kuwaiti-Cambodian Orphanage Center, Thirrja Per Utesi)
- Riyadus-Salikhin Reconnaissance And Sabotage Battalion (Riyadh-As- Saliheen, Riyadus-Salikhin Reconnaissance And Sabotage Battalion Of Shahids Martyrs), The Riyadus-Salikhin Reconnaissance And Sabotage Battalion Of Chechen Martyrs, The Sabotage And Military Surveillance Group Of The Riyadh Al-Salihin Martyrs)
- Sanabel L'il-Igatha (Al-Rahama Relief Foundation Limited, Sanabel Relief Agency, Sanabel Relief Agency Limited, Sara, Sra), Royaume-Uni
- Sara Properties
- Sendero Luminoso (Partido Comunista Del Peru En El Sendero Luminoso De Jose Carlos Mariategui, Partido Comunista Del Peru, Socorro Popular Del Peru, Ejercito Guerrillero Popular, Ejercito Popular De Liberacion)
- Society Of Islamic Cooperation (Jam'yah Ta'awun Al-Islamia, Jit), Afghanistan
- Som Net Ab (Somali Network Ab), Suède
- Somali International Relief Organization, États-Unis
- Somali Internet Company, Somalie
- Somali Network Ab (Som Net Ab)
- Stichting Benevolence International Nederland (Benevolence International Nederland), Pays-Bas
- Struggle For Reconstruction (Construction For The Sake Of The Holy Struggle, Construction Jihad, Holy Construction Foundation; A.K.A. Jihad Al Binaa, Jihad Al-Bina, Jihad Construction, Jihad Construction Foundation, Jihad Construction Institution; A.K.A. Jihad-Al-Binaa Association, Jihadu-I- Binaa), Liban
- Taliban (Tahrike Islami'a Taliban, Talibano Islami Tahrik), Afghanistan
- Tamil Foundation, États-Unis
- Teyrebazen Azadiya Kurdistan (Faucons de la Liberté du Kurdistan, Tak)
- The Islamic Special Purpose Regiment (Islamic Regiment Of Special Meaning, The Al-Jihad-Fisi-Sabililah Special Islamic Regiment, The Special Purpose Islamic Regiment)
- Tigres de libération de l'Eelam tamoul
- True Motives 1236 Cc (Sniper Africa, Sniper Outdoor Cc)
- Ulster Defence Association (Ulster Freedom Fighters), Royaume-Uni
- Ummah Tameer E-Nau (Foundation For Construction, Nation Building, Reconstruction Foundation, Reconstruction Of The Islamic Community, Reconstruction Of The Muslim Ummah, Ummah Tamir E-Nau), Afghanistan, Pakistan
- Union of Good (101 Days Campaign, Charity Coalition, Etelaf Al-Khair), Arabie saoudite
- Waad Project (Al-Waad Al-Sadiq, 'Mashura Waad Laadat Al-Aamar, Waad Company, Waad For Rebuilding The Southern Suburb, Waad Project For Reconstruction), Liban
- Wafa Al-Igatha Al-Islamia (Wafa Humanitarian Organization, Al Wafa, Al Wafa Organization)
- Waldenberg, Ag (Al Taqwa Trade, Property And Industry, Himmat Establishment), Liechtenstein, Italie
- Youssef M. Nada & Co. (Youssef M. Nada, Yousser Company For Finance And Investment) Liban, Autriche, Italie, Suisse